# جيري فايس
جيري فايس (بالتشيكية: Jiří Weiss) (و. 1913 – 2004 م) هو مخرج أفلام، وكاتب سيناريو تشيكي، ولد في براغ، توفي في سانتا مونيكا، كاليفورنيا، عن عمر يناهز 91 عاماً.

## وصلات خارجية
- جيري فايس على موقع IMDb (الإنجليزية)
- جيري فايس على موقع ألو سيني (الفرنسية)
- جيري فايس على موقع أول موفي (الإنجليزية)
- جيري فايس على موقع قاعدة بيانات الأفلام السويدية (السويدية)
- جيري فايس على موقع قاعدة بيانات الفيلم (الإنجليزية)
- جيري فايس على موقع كينوبويسك (الروسية)